# هیلل شنکر
هیلل شنکر یکی از سردبیران مجله فلسطین-اسرائیل، فصل نامه آزاد انگلیسی زبان مستقر در اورشلیم است که از طرف گروهی از دانشگاهی‌ها و روزنامه نگاران فلسطینی و اسرائیلی پایه‌گذاری و مدیریت می‌شود.

## حرفه
او سردبیر دورنمای نوین بود، ماه نامه صلح اسرائیل که از طرف سیمها فلاپان با روح فلسفه گفتگوی مارتین بوبر پایه‌گذاری شد و برای گاردین، نیشن، لس آنجلس تایمز، هفته نامه لس آنجلس، تیکون، اسرائیل هورایزنز نوشته‌است. شنکر یکی از پایه‌گذاران نهضت صلح اکنون است، سالها به عنوان سخنگوی شاخه اسرائیلی پزشکان بین‌المللی برای پیشگیری از جنگ هسته‌ای و عضو هیئت مشورتی بین‌المللی مرکز اکثریت جهانی برای حل درگیری غیر ستیزه‌جویی می‌باشد.

## جوایز
در سال ۲۰۱۲، شنکر مشترکاً در هشتمین مراسم جوایز رسانه‌های بین‌المللی که در روز ۵ می برگزار گردید، به همراه سردبیر و مؤسس مجله فلسطین-اسرائیل زیاد ابوزیاد «جایزه مشارکت شاخص در صلح» را کسب نمود.